# Nicolas d'Angennes
Nicolas d'Angennes (ca. 1533 - 5 februari 1611) was een Frans edelman en diplomaat.
Hij volgde in 1569 zijn oudere broer Jacques d'Angennes op als heer van Rambouillet. In 1587 erfde hij ook de heerlijkheid Essarts-le-Roi. Hij werd ambassadeur van koning Karel IX van Frankrijk. In 1573 vergezelde hij Hendrik van Valois, de latere koning Hendrik III, naar Krakau voor zijn kroning als koning van Polen. Angennes kreeg de titel van onderkoning van Polen. Hij bleef Hendrik dienen nadat hij koning van Frankrijk was geworden. Angennes werd ook nog ambassadeur onder koning Hendrik IV.
In 1607 kocht hij het Hôtel d’Angennes de Rambouillet op de Place des Vosges in Parijs. Hij overleed in 1611 en werd begraven in het familiegraf in de kerk van Rambouillet. Het standbeeld dat zijn graf sierde wordt bewaard in het Palais du Roi de Rome in Rambouillet. Hij was gehuwd met Julienne d'Arquenay. Hun zoon Charles d'Angennes werd ook diplomaat in dienst van de Franse kroon.